# Aphodius magnificus
Aphodius magnificus là một loài bọ cánh cứng trong họ Scarabaeidae. Loài này được A.Schmidt miêu tả khoa học năm 1920.